# Theodor Steinar
Theodor Steinar (* 13. Februar 1847 in Breslau, Königreich Preußen; † 12. März 1919 ebenda) war ein deutscher Theaterschauspieler und -regisseur.

## Leben
Steinar, Sohn eines Kaufmanns, absolvierte zuerst ebenfalls eine Kaufmannslehre. Anlässlich eines Gastspiels Emil Devrients in Breslau wurde seine Begeisterung für den Schauspielberuf entfacht. Er beschloss nach Ableistung des Militärdienstes Schauspieler zu werden. Nachdem er eingerückt war, wirkte er, unter anderem vor dem König in Berlin, an Soldatenvorstellungen mit. Der Beifall, den er für sein Auftreten bekam, bestärkte in ihm den Wunsch Theater zu spielen.
Doch bevor er sich endgültig dem Schauspielberuf widmen konnte, brach der Deutsche Krieg von 1866 aus. Aus diesem kehrte er schwer verwundet zurück.
Nach seiner vollständigen Genesung ging er ans Dresdner Konservatorium und wurde dort Schüler Devrients. Diese gab ihm nach vollendeter Ausbildung eine Empfehlung für das Schweriner Hoftheater mit. Dort wurde er nach einem Gastspiel engagiert. 1870 ging er nach Hamburg, 1871 zuerst nach Leipzig und dann nach Prag. Dort debütierte er am 29. August 1871 als „Leopold“ in „Anna-Liese“. Erst 1880 verließ er Prag, wirkte am Nürnberger Stadttheater 1881, am Wiener Stadttheater 1882 und 1883 in Brünn. 1884 ging er für ein Jahr in die USA ans New Yorker Stadttheater. Er hatte auch Gastauftritte in diversen US-amerikanischen Städten, wie z. B. Baltimore oder Philadelphia. 1885 wurde er der artistische Direktor am Belle-Alliance-Theater in Berlin. Von 1886 bis 1890 war er erneut in Nürnberg, dort als Regisseur und Schauspieler. Von 1891 bis 1893 war er Oberregisseur am Stadttheater Preßburg, danach in gleicher Eigenschaft für ein Jahr in Olmütz, von wo er ans Residenztheater nach Berlin engagiert wurde. Dort arbeitete er von 1895 bis 1897. 1898 kehrte er in seine Geburtsstadt zurück, um dort bis zu seinem Bühnenabschied 1901 als Schauspieler und Regisseur am Stadttheater zu wirken.